# Mermecolion

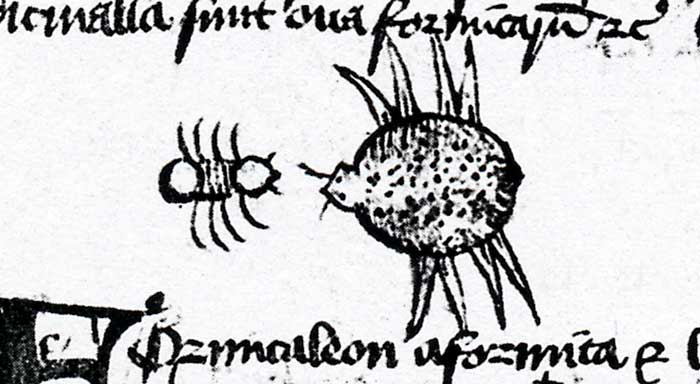
Un mermecolion. Illustration du XIVe siècle.

Le mermecolion, également appelé fourmi myrmidon, formicoleon ou myrmécoléo est une créature chimérique possédant la tête d’un lion et le corps d’une fourmi. Évoqué d'après une interprétation de la Septante, traduction grecque de la Bible, il a donné naissance à une série de descriptions dans les bestiaires médiévaux. Ces ouvrages expliquent que la partie lion de son corps mange de la viande que la fourmi ne peut digérer, et condamne cet étrange hybride à mourir de faim.

## Description
Le mot « mermecolion » et ses différentes variations viendraient d'une mauvaise traduction de la Septante : le mot lajisch signifiant lion en hébreu aurait été retranscrit en un autre mot suggérant une fourmi-lion,. Ce mot inhabituel et anormal forgea le mot « myrmécoléo », sans doute en s'appuyant sur les écrits d'Élien et Strabon, qui évoquent un lion arabique sous le nom de myrmex, signifiant « fourmi » en grec ancien,.

« Le fourmi-lion meurt par manque de proies »

— Septante, Livre de Job IV, II
D'autres traductions postérieures de la Bible traduisent ce passage par « Le vieux lion meurt par manque de proies »
Différentes versions de l'animal existent, en effet, l'interprétation du mot fourmi-lion peut laisser suggérer que le mermecolion est un hybride de lion et de fourmi ou un prédateur des fourmis. Le mermecolion est décrit dans les premières versions du Physiologus comme un être hybride possédant la tête d’un lion et le corps d’une fourmi, et serait issu d’un croisement entre ces deux animaux.
Gervais de Tilbury ajoute que le mermecolion naît sur une île de la mer Rouge. Ces fourmis myrmidons sont de la taille d’un petit chien, elles ont le corps et les dents noires, six pattes avec le milieu du corps comme celui d’une langouste. Chercheuses d’or, elles dévorent quiconque s’approche à leur portée et « sont si rapides qu’elles semblent voler ». Dans un livre du XXe siècle, Bestiario de Javier Tomeo, le narrateur converse avec une fourmi rousse et fait allusion au mermécolion décrit par Gervais de Tilbury :

« — Est-il possible, demandé-je à la minuscule fourmi, que tu descendes de ces chercheuses d'or, grosses comme des chiens, qui vivaient en Éthiopie ?
— Je ne sais pas de quelles fourmis tu parles, et je m'en moque, me répond-elle, mais je peux t'assurer que je n'ai pas de temps à perdre avec les généalogies. »

## Présence dans la littérature
Le Mahābhārata, texte écrit en sanskrit, est le premier texte faisant référence au mermecolion.[réf. nécessaire]
Hérodote, puis Pline l’ancien reprennent la description de cette créature.
Enfin, un manuscrit du Xe siècle, le récit des voyages de Gervais de Tilbury puis le Bestiaire divin de Guillaume le Clerc de Normandie viennent s’ajouter aux rares écrits décrivant le mermecolion.

« Le physiologue traite du fourmi-lion; le père a la forme de lion, la mère de fourmi; le père se nourrit de viande, et la mère d'herbes; Et ceux-ci engendrent le fourmi-lion, qui est mélange des deux et qui ressemble aux deux, car la partie antérieure est de lion, la postérieure de fourmi. Ainsi constitué, il ne peut pas manger de viande, comme le père, ni d'herbe, comme la mère; par conséquent, il meurt. »

Pline l'Ancien, dans son Histoire naturelle, relate ses observations :

« En traversant une zone clairsemée de bois et de prairies, nous rencontrâmes le mermecolion, créature hybride merveilleuse, mi-lion, mi-fourmi. Cette espèce naquit de la semence du lion tombée à terre et ayant imprégné les œufs de fourmis. »

Le Physiologus, parmi d'autres ouvrages, se sert de cet animal comme allégorie des indécis et des hypocrites : 

« Ainsi en est-il de tout homme à l'âme divisée, instable dans toutes ses voies. Il n'est pas beau de dire "non et oui" ou "oui et non" mais que le oui soit oui et le non non, comme l'a dit notre Seigneur Jésus Christ. »

Gustave Flaubert évoque cet animal dans septième partie de son poème La Tentation de saint Antoine : 

« le Myrmecoleo, lion par devant, fourmi par derrière, et dont les génitoires sont à rebours »